# Pétur Rögnvaldsson
Pétur Rögnvaldsson (w USA Peter Ronson, ur. 22 kwietnia 1934 w Siglufjörður, zm. 16 stycznia 2007 w kalifornijskim hrabstwie Orange) – islandzki lekkoatleta.

## Kariera
W 1952 zadebiutował na mistrzostwach kraju. Został wówczas wicemistrzem na 110 m ppł z czasem 16,4 s.
W 1953 ponownie został wicemistrzem Islandii na 110 m ppł, tym razem uzyskując czas 16,1 s.
W 1954 wygrał młodzieżowe mistrzostwa kraju w biegu na 110 m ppł z czasem 15,2 i w rzucie dyskiem z wynikiem 37,24 m. W tym samym roku wystartował także w seniorskich mistrzostwach Islandii, na których zwyciężył w dziesięcioboju z 5351 pkt.
W 1955 ponownie wystąpił na mistrzostwach kraju, na których zdobył trzy złote medale – na 110 m ppł z czasem 16,4 s, w pięcioboju z 2699 pkt i dziesięcioboju z 5535 pkt.
W 1956 wziął udział w mistrzostwach kraju. Wygrał bieg na 110 m ppł z czasem 14,9 s. Zwyciężał także w pięcioboju z 2772 pkt i dziesięcioboju z 5693 pkt.
W 1958 ponownie wystartował w mistrzostwach Islandii. Został mistrzem na 110 m ppł z czasem 14,9 s oraz był 3. w skoku w dal z wynikiem 6,52 m.
W tym samym roku wziął też udział w mistrzostwach Europy, na których był 9. w dziesięcioboju z 6288 pkt.
W 1959 zagrał Hansa w filmie „Podróż do wnętrza Ziemi”.
W 1960 wziął udział w igrzyskach olimpijskich, na których wystartował w biegu na 110 m ppł. Odpadł w pierwszej rundzie zajmując 6. miejsce w swoim biegu eliminacyjnym z czasem 15,2. Był chorążym kadry islandzkiej na tych igrzyskach.

## Po zakończeniu kariery
Po igrzyskach wyjechał do USA ze swoimi dziećmi, Lisą, Peterem i Kristiną. W Stanach wziął ślub z Marie George, z którą miał dwoje dzieci, Briana i Stephena. Uroczystość odbyła się 14 listopada 1970. Jest absolwentem University of Southern California. Zmarł 16 stycznia 2007 w hrabstwie Orange w Kalifornii.